# St. Vitus (Langweid am Lech)

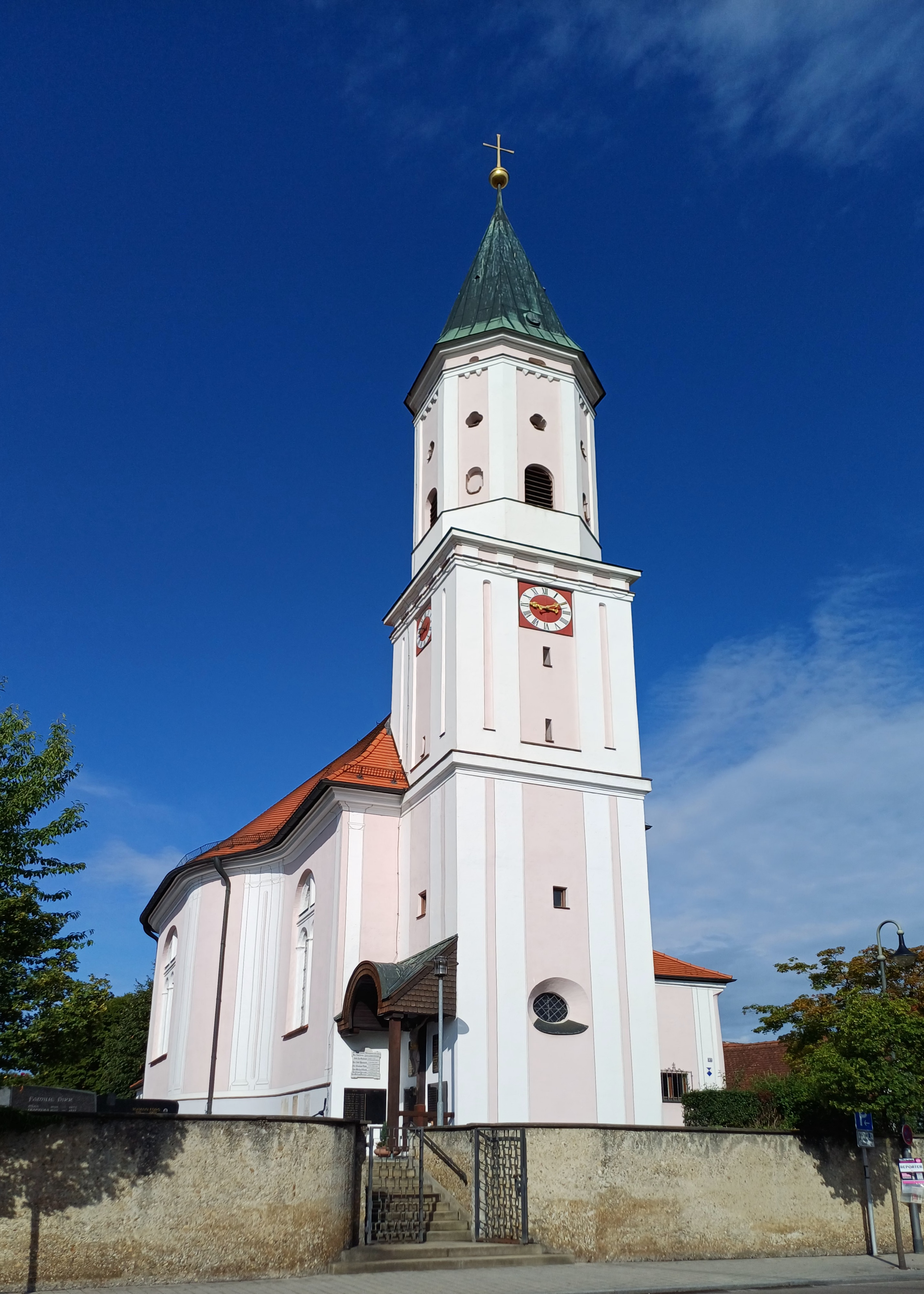
Pfarrkirche St. Vitus

Die römisch-katholische Pfarrkirche St. Vitus in Langweid am Lech, einer Gemeinde im Landkreis Augsburg im bayerischen Regierungsbezirk Schwaben, ist im Kern eine mittelalterliche Chorturmkirche, die in der zweiten Hälfte des 18. Jahrhunderts durch einen frühklassizistischen Neubau ersetzt wurde. Schutzpatron der Kirche ist der heilige Vitus, einer der Vierzehn Nothelfer. Die Kirche gehört zu den geschützten Baudenkmälern in Bayern.

## Geschichte

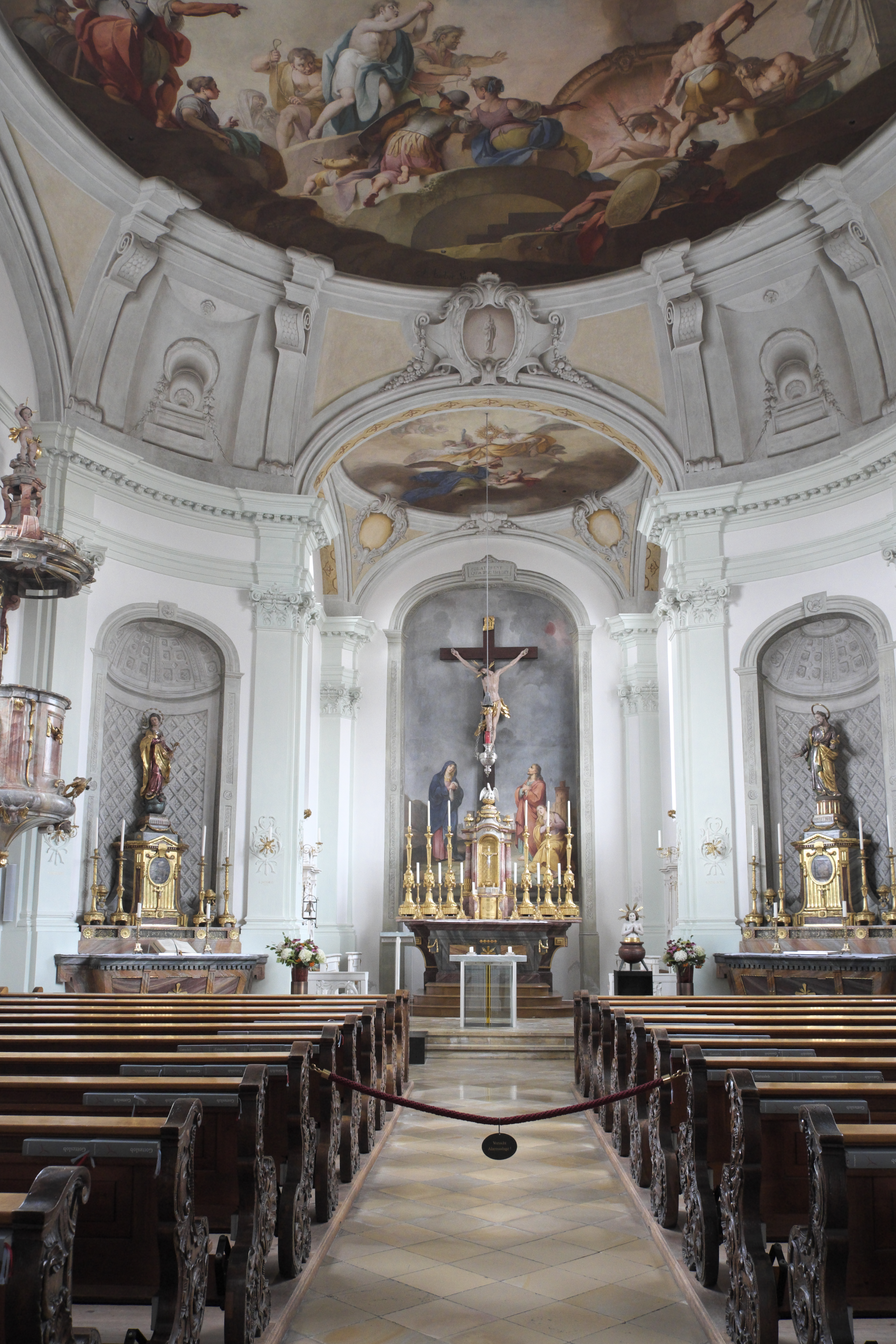
Innenraum

Wie neuzeitliche Ausgrabungen bestätigen, ließen die Römer zur Bewachung ihrer Heerstraße Via Claudia Augusta im ersten Jahrhundert n. Chr. bei Langweid eine Militärstation errichten. Seit dem Frühmittelalter dürfte sich an der Stelle der heutigen Kirche ein dem heiligen Veit geweihtes Gotteshaus befunden haben, über das jedoch nichts Näheres bekannt ist. Durch ihre Lage am höchsten Punkt des Dorfes blieb die Kirche von Hochwasser verschont.
In der päpstlichen Bulle von 1143 erscheint Langweid bereits unter den Besitzungen des Domkapitels Augsburg. Durch Schenkungen und Kauf gelang es dem Stift, seine Besitzungen in Langweid zu erweitern und bis zur Säkularisation im Jahr 1803 die Grundherrschaft auszuüben. Damit verbunden besaß das Domkapitel auch das Patronatsrecht über die Kirche von Langweid. Im Jahr 1551 übernahm der spätere Dompropst und Bischof von Augsburg Marquard II. für zwei Jahre die Leitung der Pfarrei Langweid. Im Jahr 1677 erhielt die mittelalterliche Chorturmkirche einen neuen Hochaltar. 1694 wurden eine neue Kanzel und 1741 neue Seitenaltäre angeschafft.
Im Jahr 1727 verlängerte der Maurermeister Hans Socher aus Gersthofen das Langhaus. In den Jahren 1776 bis 1777 erfolgte ein Neubau im frühklassizistischen Stil unter der Leitung des fürstbischöflichen Hofbaumeisters Johann Martin Pentenrieder, der mit dem weitgehenden Abriss des Vorgängerbaus einherging. Von der alten Kirche wurden nur der quadratische Turmunterbau und die Langhausfundamente übernommen. Im Jahr 1778 fand die feierliche Weihe des Kirchenneubaus statt. Im Jahr 1781 wurde der Umbau des Pfarrhofs Langweid begonnen. Sanierungsmaßnahmen fanden 1959 bis 1961 und im Jahr 1978 statt. Von 2007 bis 2010 wurden erneut umfangreiche Renovierungs- und Restaurierungsarbeiten durchgeführt.

## Architektur
An der Ostseite der Kirche erhebt sich der Glockenturm mit seinem quadratischen Unterbau, den ein Oktogon mit Spitzhelm bekrönt. Der in der Mitte weit ausschwingende Zentralbau wird von einer illusionistisch gemalten Scheinkuppel gedeckt. Auch der quadratische Chor und der quadratische Anbau im Westen, der von einer Doppelempore eingenommen wird, besitzen mit Fresken bemalte Scheinkuppeln.

## Fresken
Die Deckenfresken wurden 1777 von Johann Joseph Anton Huber ausgeführt. Sie stellen im Chor Engel mit Monstranz und Weihrauchfass dar, im Langhaus das Martyrium des heiligen Vitus und über der Empore die Verherrlichung des Kirchenpatrons.

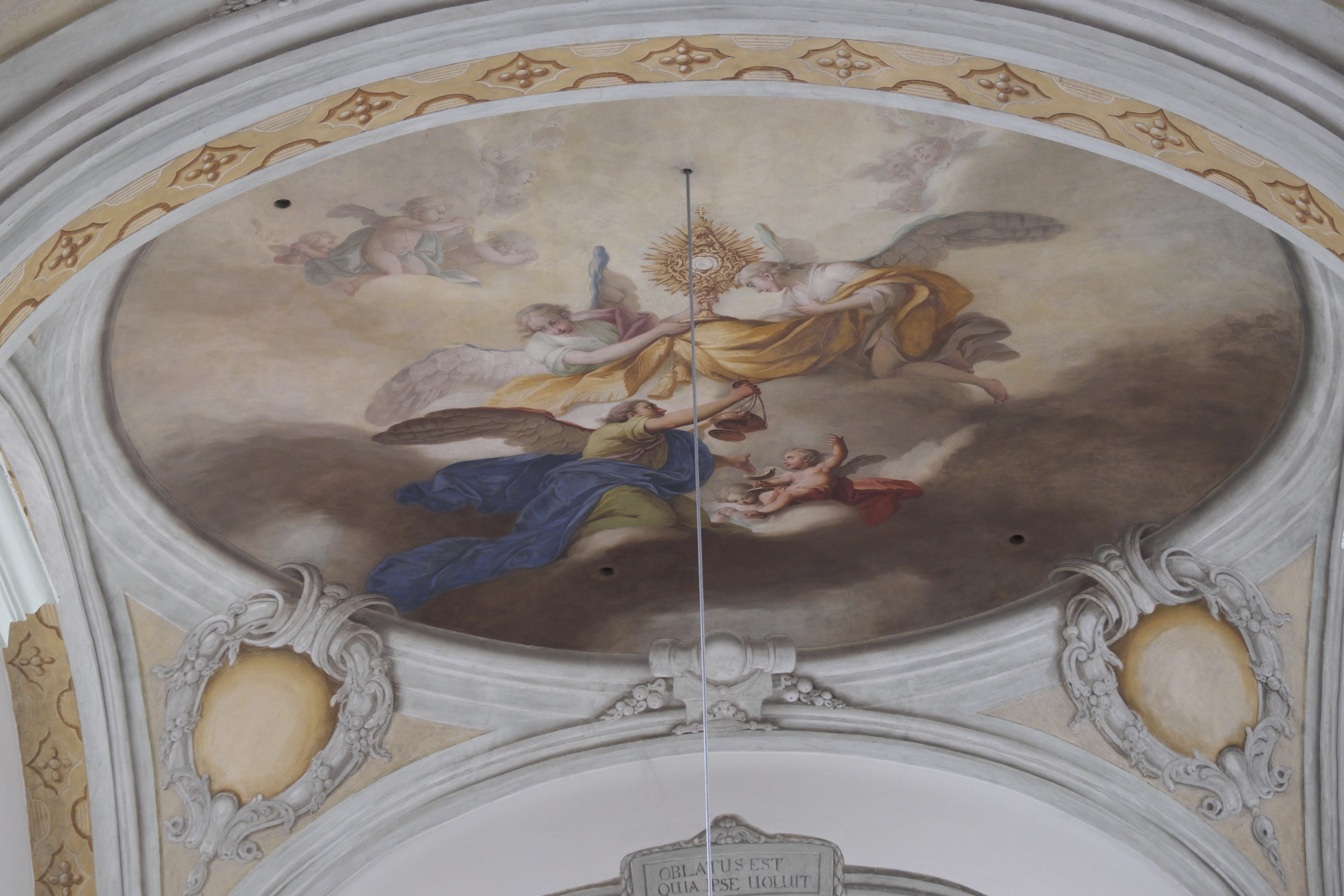
Engel mit Monstranz und Weihrauchfass
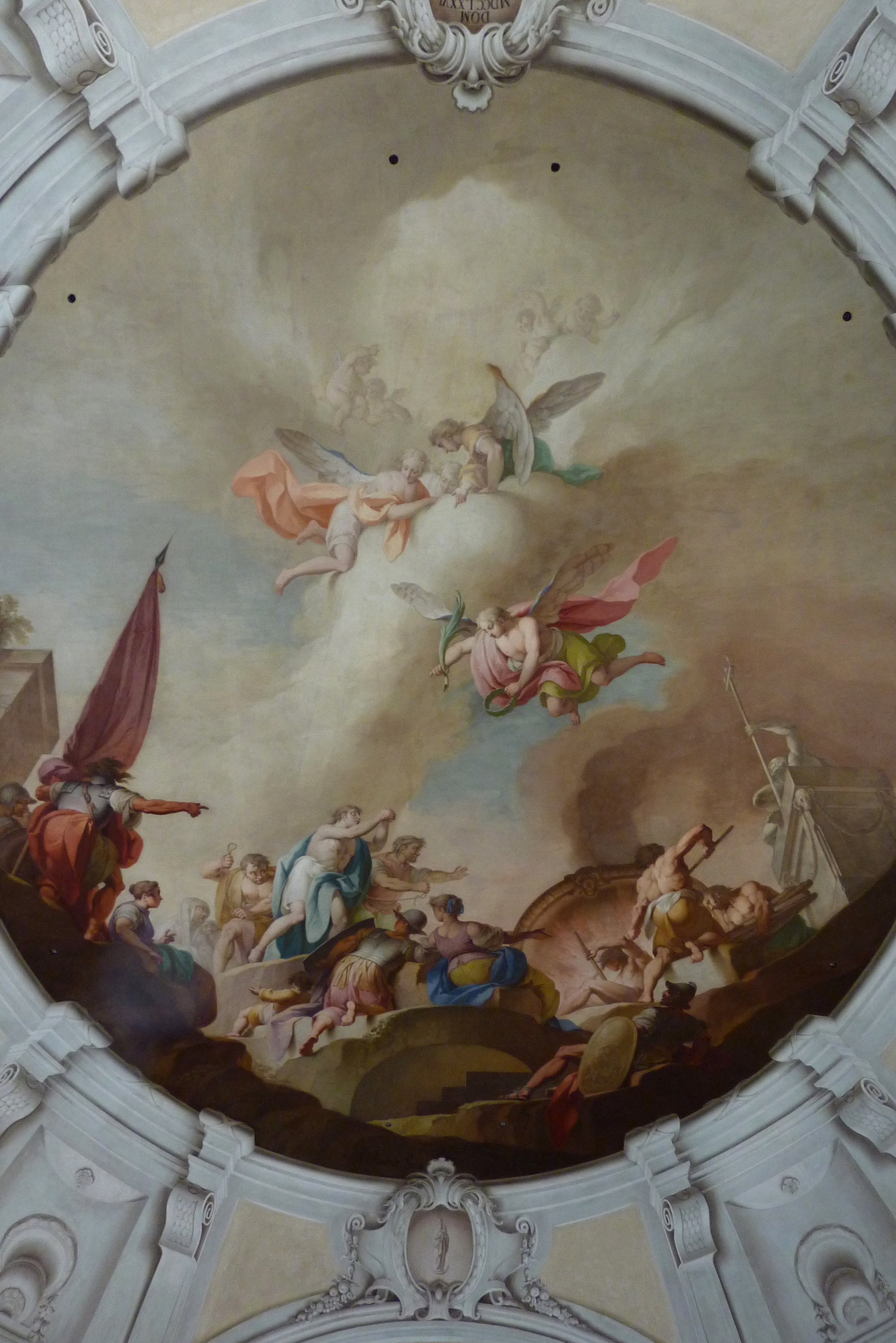
Martyrium des heiligen Vitus
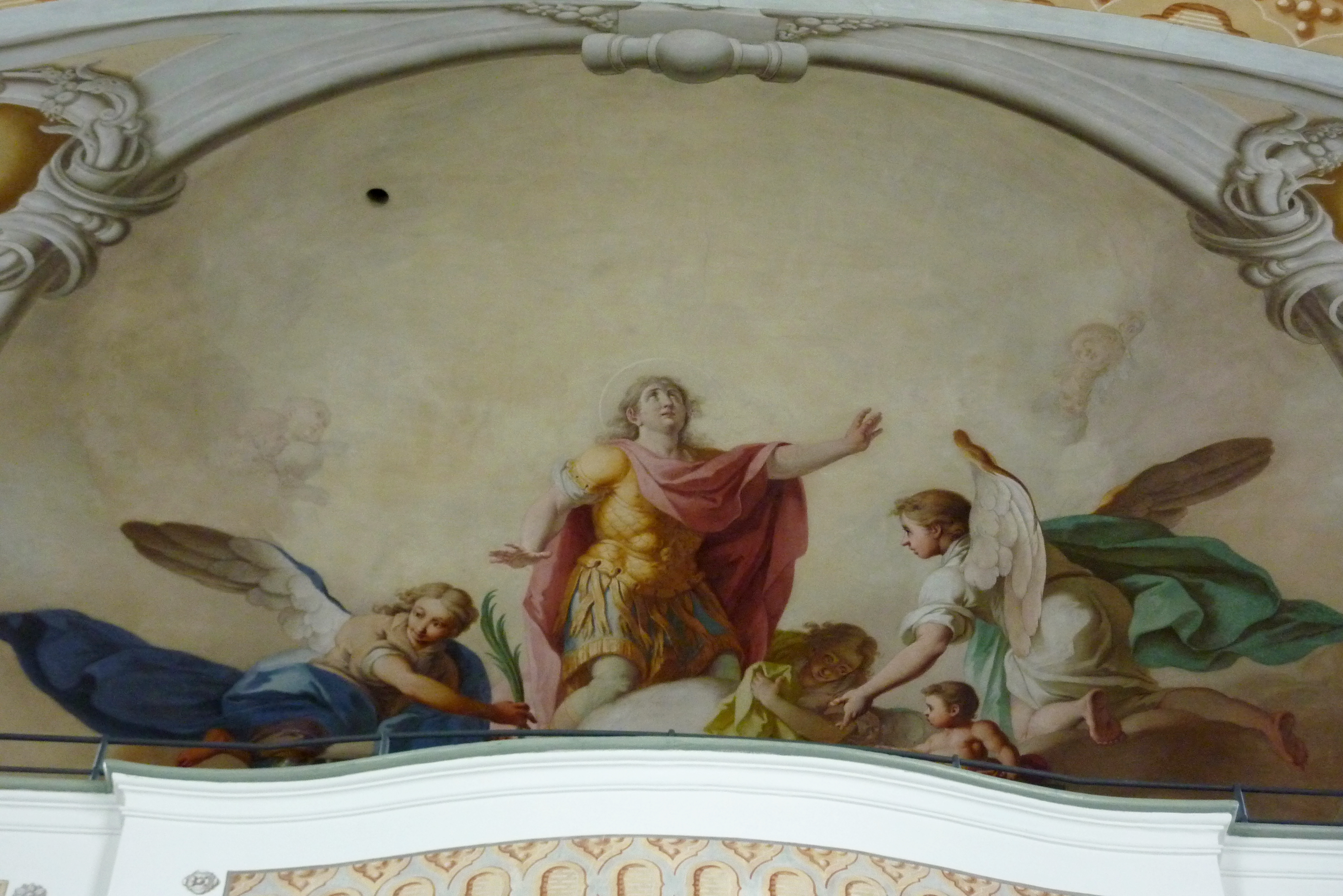
Verherrlichung des heiligen Vitus

## Wandmalereien
Auch die Malereien in den Langhausnischen mit Darstellung des heiligen Georg, des Erzengels Michael, der heiligen Maria Magdalena und des Apostels Petrus wurden von Johann Josef Anton Huber geschaffen wie auch die Assistenzfiguren Maria, Maria Magdalena und des Evangelisten Johannes in der Hochaltarnische.

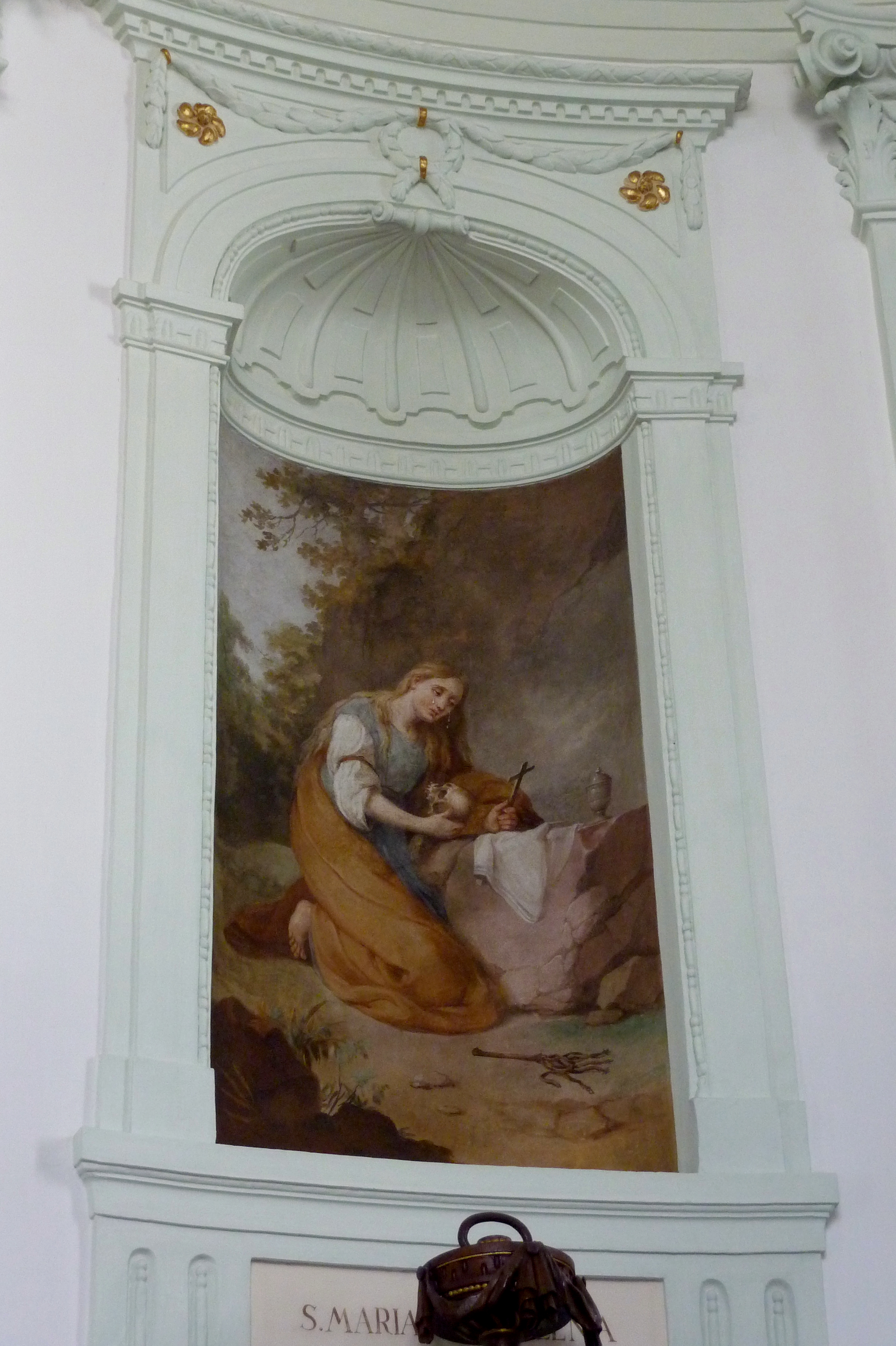
Maria Magdalena
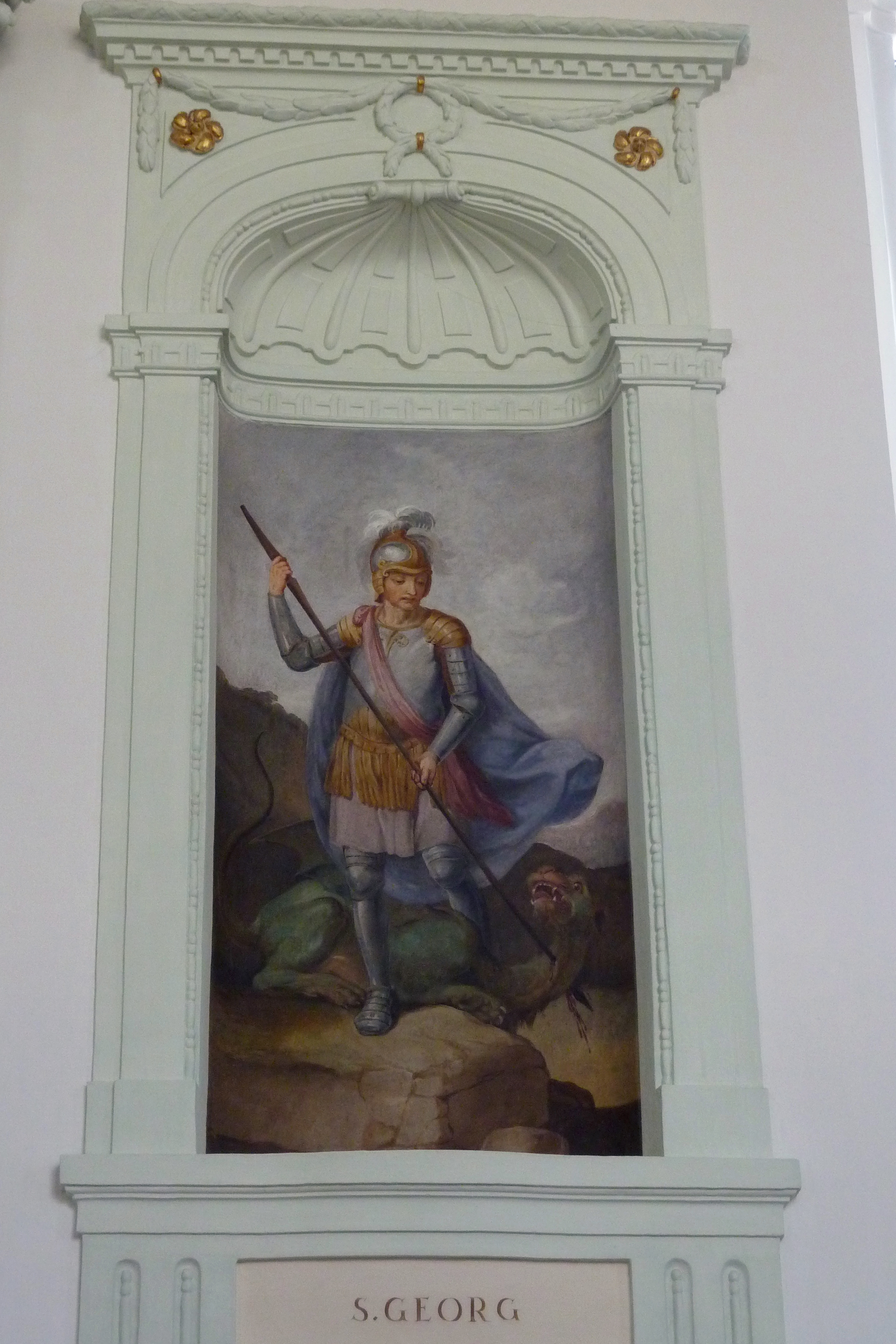
Heiliger Georg
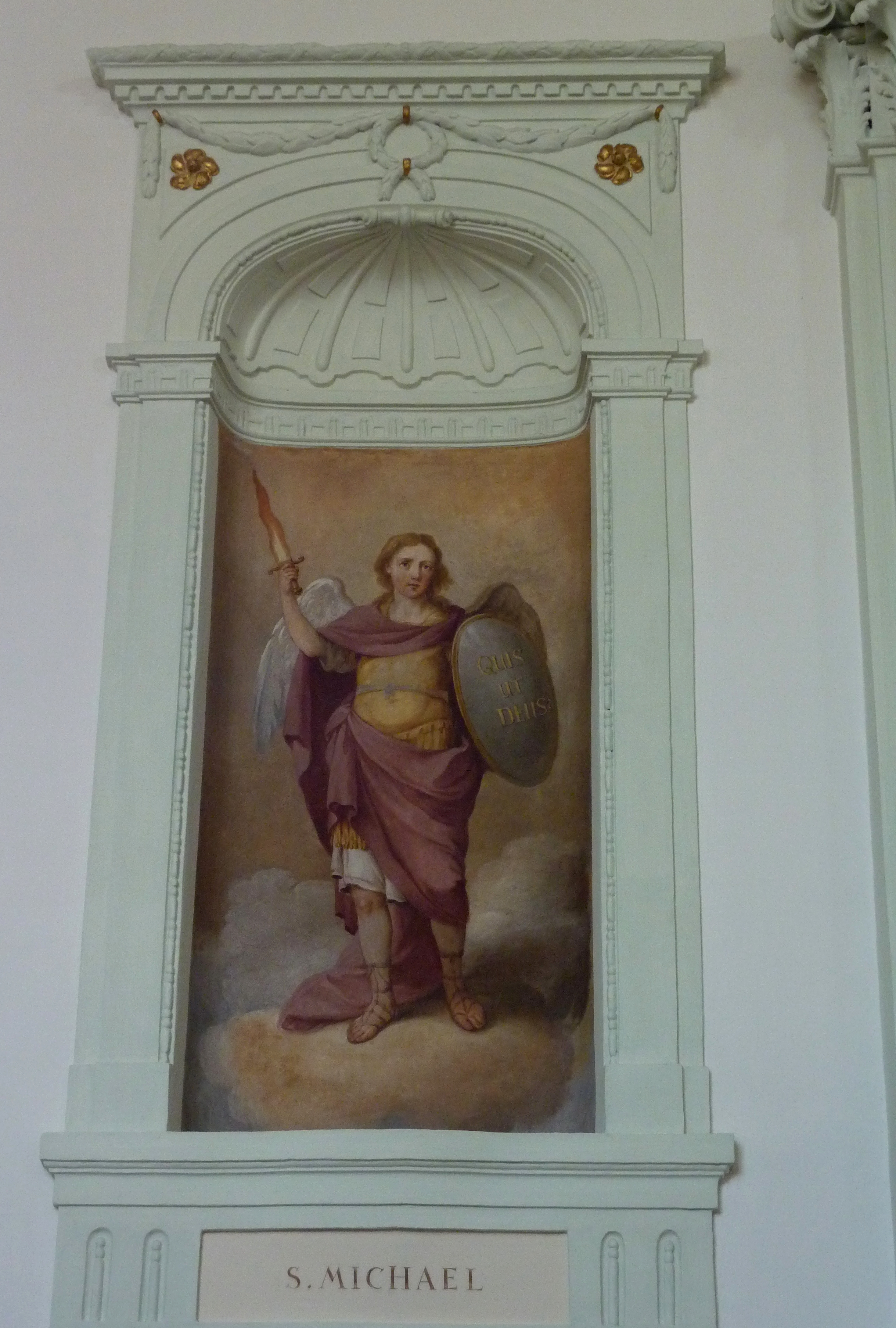
Erzengel Michael
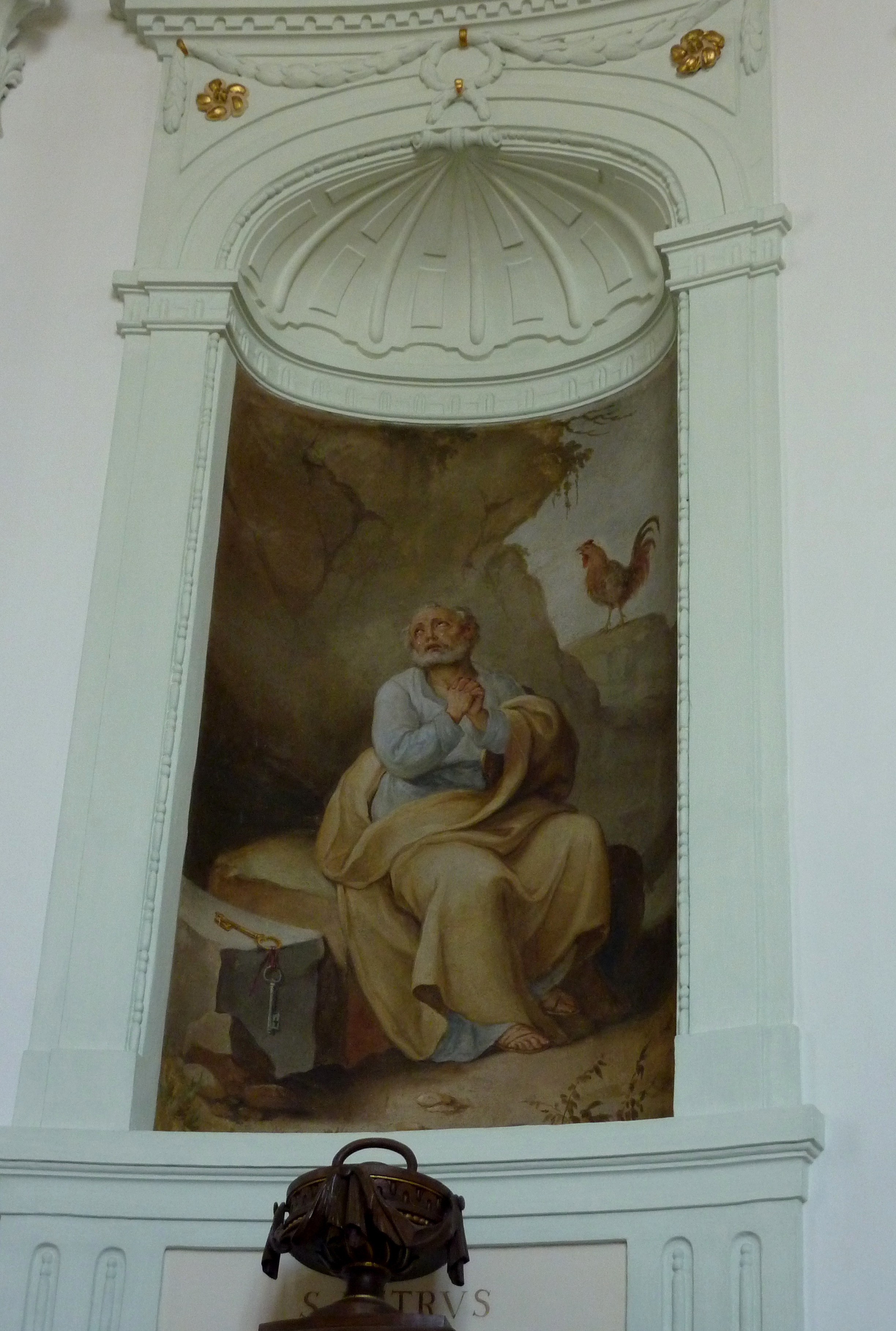
Apostel Petrus

## Ausstattung

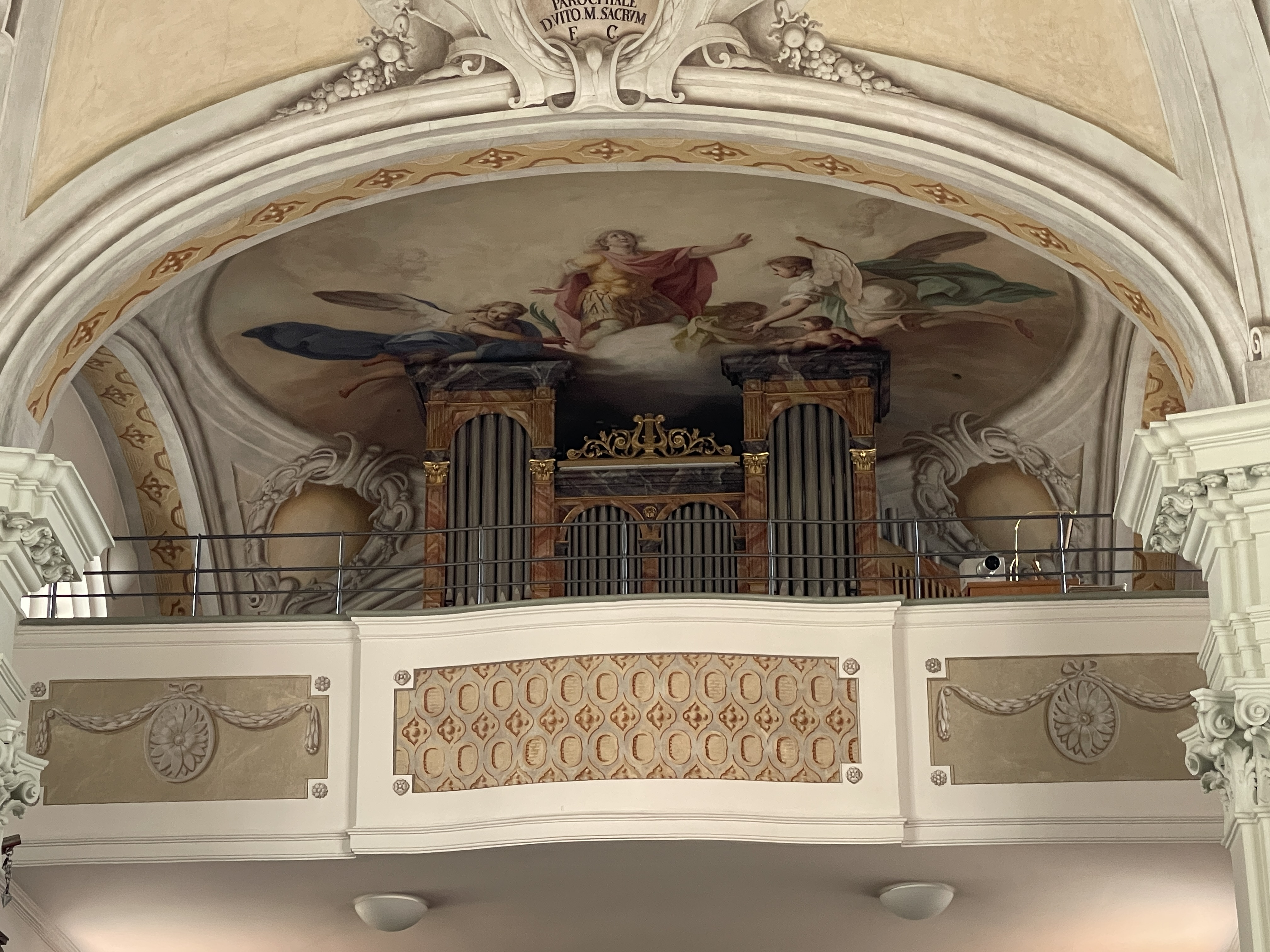
Doppelempore im Westen mit Orgel

- In der Kirche wird eine geschnitzte Pietà aus der Zeit um 1510/20 aufbewahrt.
- Die Figur des heiligen Vitus im Ölkessel, des Schutzpatrons der Kirche, wird um 1550 datiert.
- Das Taufbecken ist mit 1661 bezeichnet. Seine weit ausladende kelchförmige Schale wird von einer toskanischen Säule getragen.
- Die Kanzel wurde 1778, das Chorgestühl 1779 und das geschnitzte Kommuniongitter 1784 von Philipp Jakob Einsle geschaffen.
- Von Philipp Jakob Einsle stammen auch die Altäre von 1783/86.
- Das Kruzifix in der Nische hinter dem Tabernakel des Hochaltares ist eine Arbeit von Joseph Weinmüller. Die Assistenzfiguren Maria, Maria Magdalena und der Evangelist Johannes sind gemalt.
- Die Orgel mit 17 Registern wurde 1964 von den Gebrüdern Sandtner erbaut. 2008 erfolgte eine Überholung.[4]

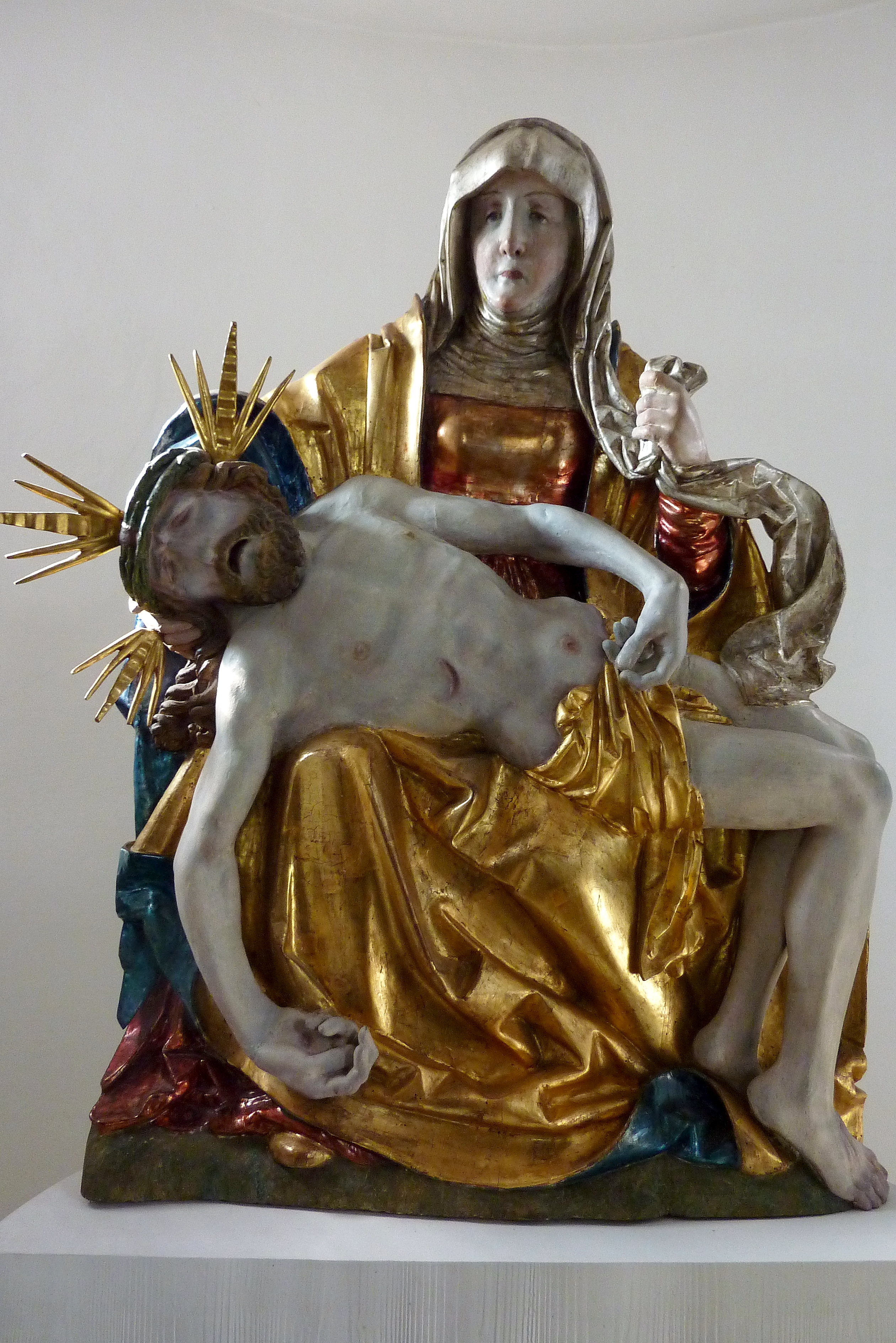
Pietà
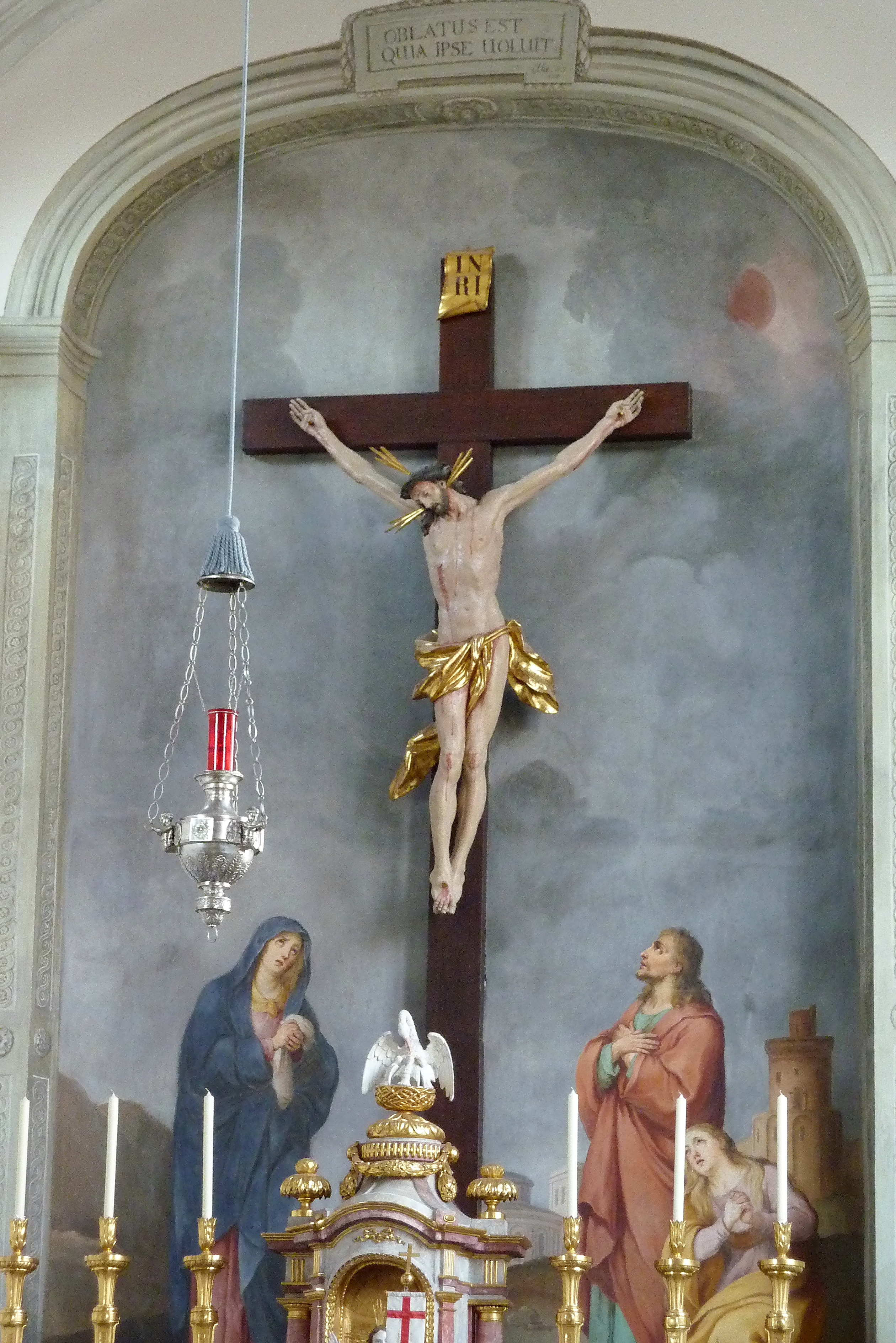
Kruzifix mit gemalten Assistenzfiguren
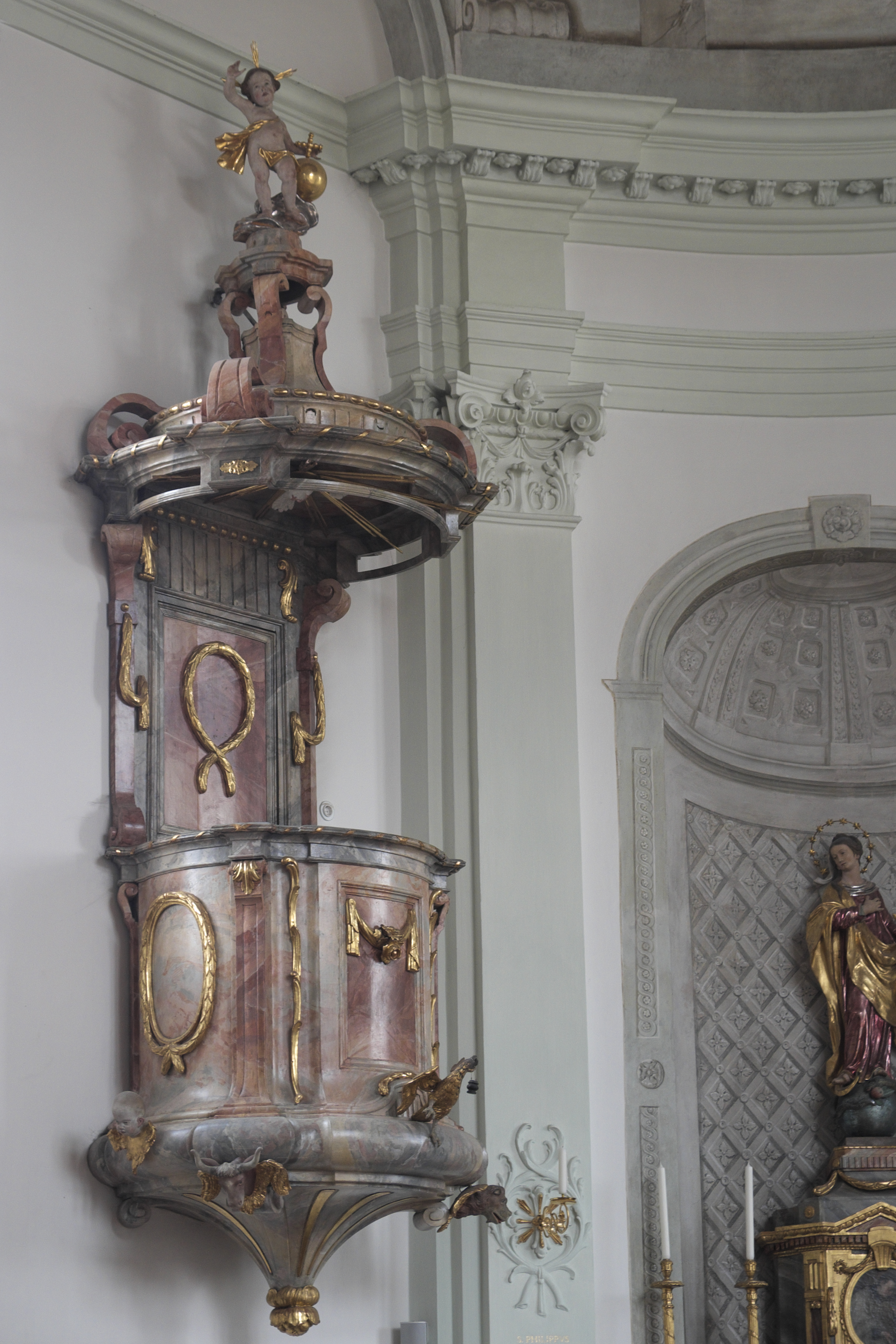
Kanzel
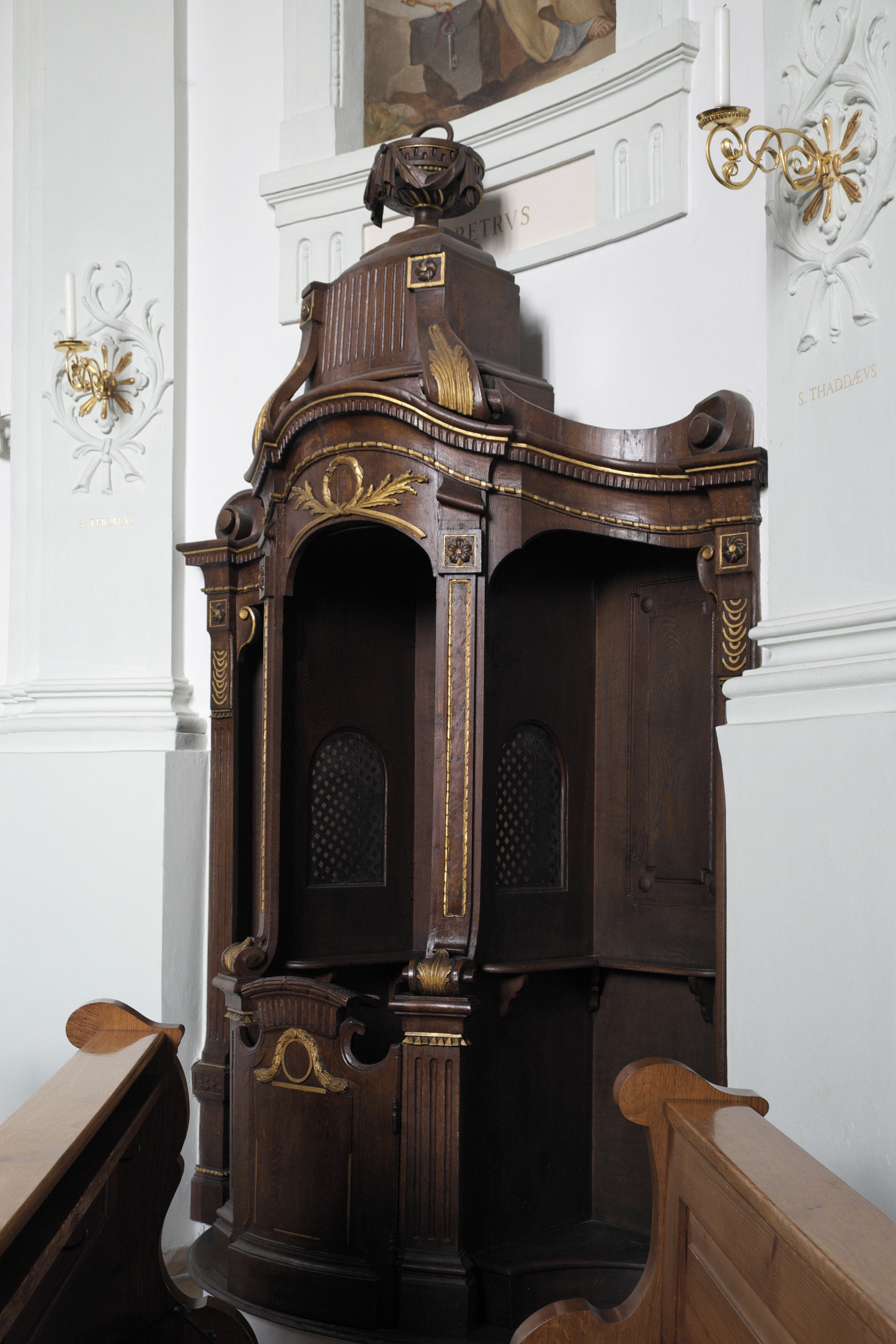
Beichtstuhl